# Vanhouttea pendula
Vanhouttea pendula är en tvåhjärtbladig växtart som beskrevs av Chautems. Vanhouttea pendula ingår i släktet Vanhouttea och familjen Gesneriaceae. Inga underarter finns listade i Catalogue of Life.